# Hirschlanden (Ditzingen)
Hirschlanden ist ein Ortsteil der Stadt Ditzingen im Landkreis Ludwigsburg in Baden-Württemberg.

## Geografie
Hirschlanden liegt im Zentrum des Strohgäus rund zwei Kilometer nordwestlich von Ditzingen. Weitere Nachbarorte bzw. benachbarte Ortsteile sind Schöckingen im Norden, Heimerdingen im Westen, Höfingen im Süden und Münchingen im Osten. Die flachgeneigte Hirschlander Markung erstreckt sich auf einer Fläche von rund 5 km Länge in Ost-West- und 1,5 km Breite in Nord-Süd-Ausdehnung. Der höchste Punkt legt im Westen in der Flur Steinbößle auf ca. 400 m ü. NN, der tiefste im Glemstal auf 285 m ü. NN. Innerhalb der geschlossenen Siedlung befindet sich die Kirche auf einer Höhe von rund 335 m ü. NN.

## Geschichte

### Vor- und Frühgeschichte

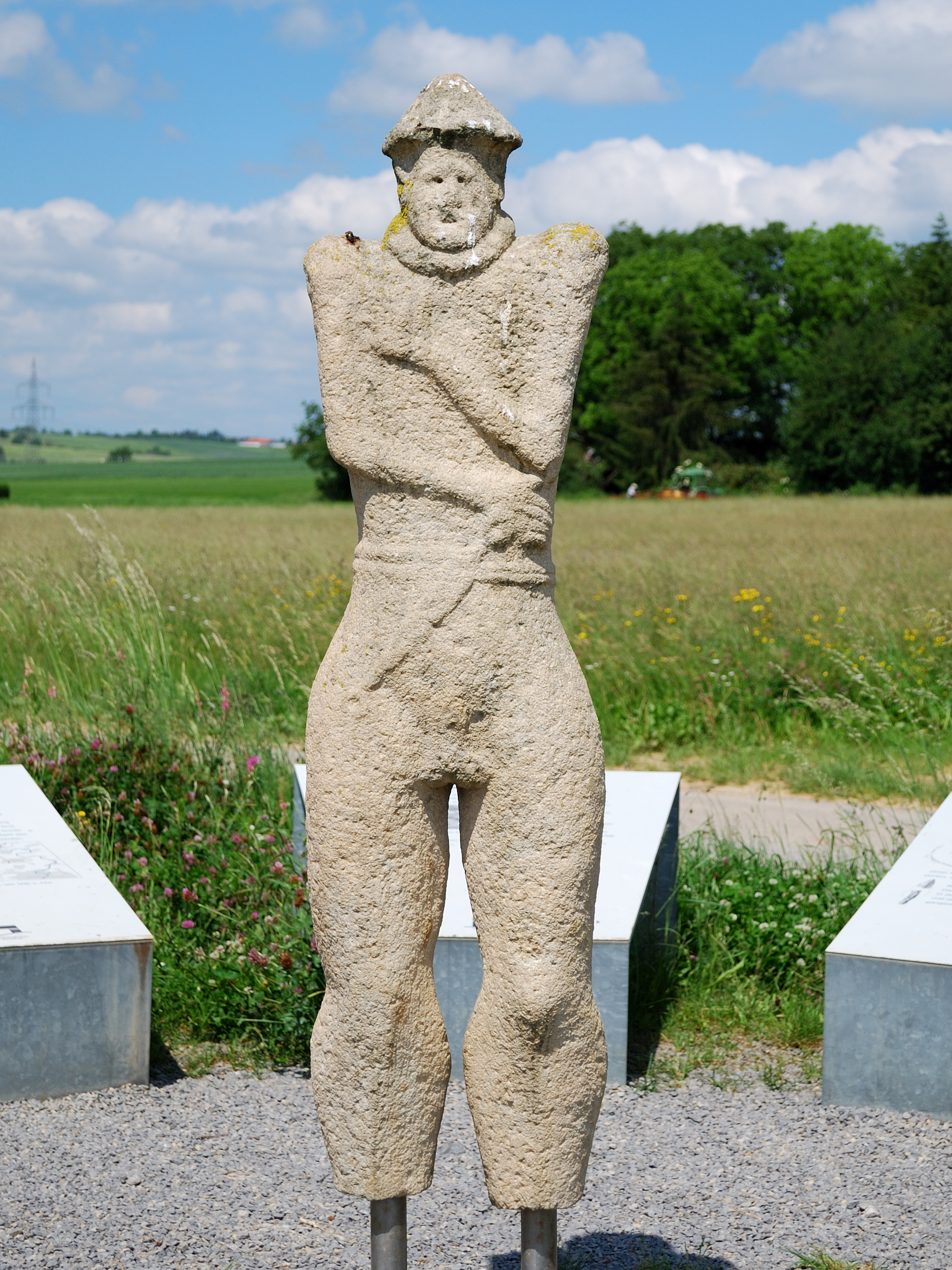
Der „Hirschlander Krieger“ (Nachbildung der Statue am Fundort)

Hirschlanden kann auf eine mehrere tausend Jahre alte Siedlungsgeschichte zurückblicken. Bekanntes Zeugnis ist die hallstattzeitliche keltische Grabstele des Kriegers von Hirschlanden (auch Mann von Hirschlanden genannt). Sie wird auf die Zeit um 500 v. Chr. datiert und ist die älteste lebensgroße plastische Darstellung eines Menschen in Mitteleuropa. Die Statue wurde 1963 am Rande eines fast gänzlich eingeebneten keltischen Grabhügels gefunden.  2001 wurde der Grabhügel mit den Mitteln eines privaten Sponsors rekonstruiert und eine Kopie der Statue daneben aufgestellt. Das Original befindet sich im Landesmuseum Württemberg in Stuttgart.
Die Hirschlander Markung ist auch Fundort einer Reihe von weiteren keltischen und römerzeitlichen Relikten. An der westlichen Markungsgrenze wurde 1853 nördlich der Heimerdinger Straße in der Flur Mäurach ein römischer Gutshof ergraben. Auch an anderen Stellen in der Markung kamen römische Funde zum Vorschein.

### Mittelalter

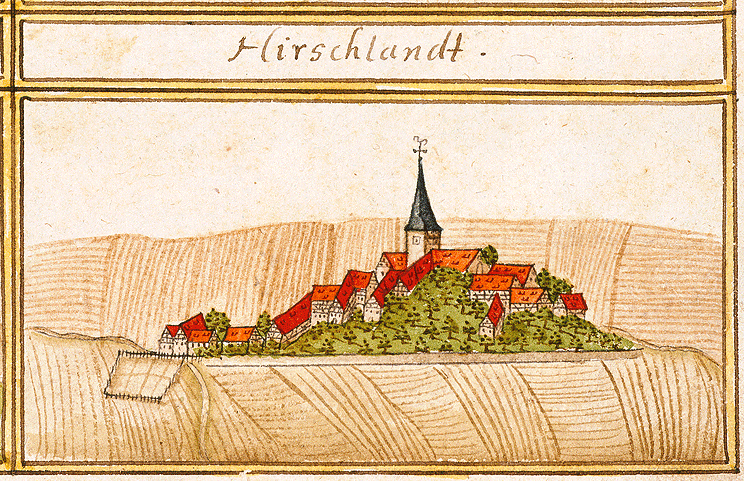
Hirschlanden 1682, Forstlagerbuch von Andreas Kieser

Der heutige Ort entstand wohl zwischen 720 und 750 als fränkische Ausbausiedlung zwischen älteren alemannischen Niederlassungen. Der Ortsname Hirschlanden leitet sich vom früheren Hirseanbau in der Region ab. Hirschlanden ist der älteste bekannte Ort überhaupt, dessen Name auf -landen endet. Gemeinsam mit dem benachbarten Ditzingen wird es 769 in einer Schenkungsurkunde an das Kloster Lorsch an der Bergstraße erstmals urkundlich erwähnt. Lantbold, vermutlich ein fränkischer Grundbesitzer, vermacht in dem Rechtsakt von seinem Besitz im Glemsgau dem Kloster acht Huben im Dorf Hirslande, vier Huben in Ditzingen (Tizingen), sowie zwölf Ackerlose und acht Leute. Die Abschrift dieser Schenkungsurkunde befindet sich im Lorscher Codex. Im Jahre 786 folgte dann die Schenkung der Kirche (vermutlich eine Eigenkirche eines fränkischen Gutsherren) an das Kloster Lorsch. Damit hatte die Abtei Lorsch zunächst auch die geistliche Betreuung Hirschlandens übernommen. Späteren fielen die Kirche und Teile des Grundbesitzes an das Kloster Hirsau und das Hirsauer Priorat Klosterreichenbach im Murgtal. Die Verwaltung und der Einzug der Abgaben übernahm die Hirsauer Pflege in Ditzingen, die im 17. und 18. Jahrhundert auch als „Pflege Hirschlanden“ bezeichnet wurde.
Die weltliche Herrschaft hatten ab etwa 1100 die Grafen von Calw inne, deren Besitz um 1132 auf die Welfen überging. Anders als in den benachbarten Gemeinden Heimerdingen, Schöckingen, Höfingen und Ditzingen spielte ein Ortsadelsgeschlecht keine Rolle. Mit dem Kauf des Glemsgaus 1308 begann die Einflussnahme der Grafen von Württemberg. 1316 war die Hälfte von Hirschlanden württembergischer Besitz. Die Württemberger konkurrierten aber zunächst noch mit den Herren von Höfingen, Heimerdingen und Nippenburg, die dort ebenfalls Besitzrechte besaßen. Erst 1603 war Hirschlanden ganz württembergisch.
Auf der heutigen Hirschlander Markung lagen westlich der heutigen Ortslage zwei weitere Siedlungen: der Weiler Holzheim und das vermutlich aus einem Einzelhof hervorgegangene Rotweil, die wohl beide im 15. Jahrhundert wüst fielen. Ihre Zelgeinteilung war noch im 19. Jahrhundert sichtbar.

### Neuzeit

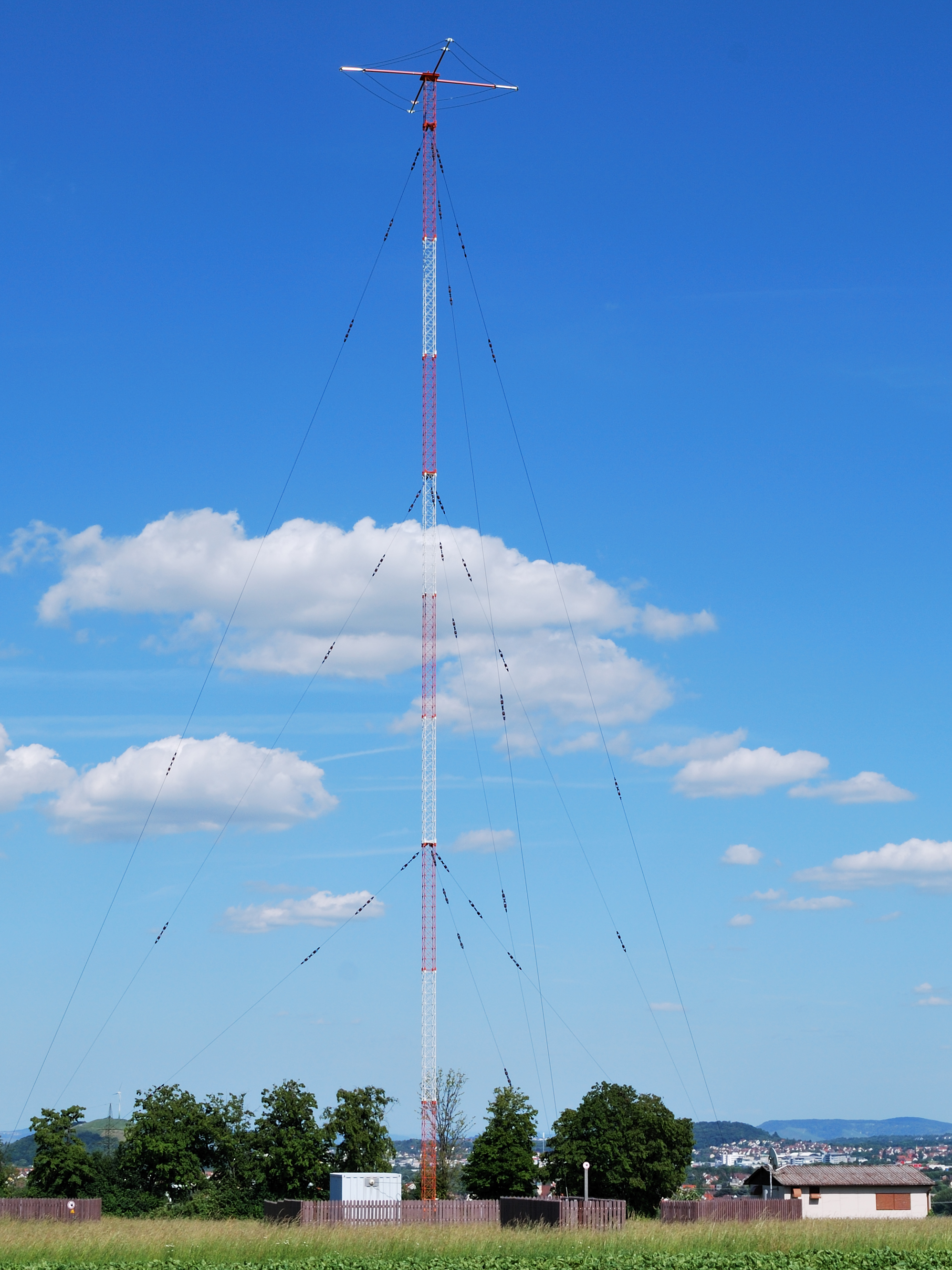
Sendemast der Deutschen Telekom AG für das AFN.

1920 wurde der Landwirt und frühere Jagdflieger Emil Koch zum Schultheißen gewählt. In seiner Amtszeit erfolgte 1922 der Anschluss der Gemeinde an die Strohgäuwasserversorgung. 1929 wurde das neue Schulhaus (der spätere Rathausbau) eingeweiht. 1930 wurde Koch auf Lebenszeit wiedergewählt. 1935 übernahm er als Amtsverweser zugleich die Funktion des Bürgermeisters in der Nachbargemeinde Schöckingen. Trotz unbestreitbarer Verdienste um die Entwicklung der Gemeinde wird seine Tätigkeit während des Dritten Reichs rückblickend kritisch bewertet. Als Mitglied der NSDAP (seit 1933) setzte er die Vorgaben des NS-Regimes kritiklos um, organisierte die Unterbringung von Zwangsarbeitern und Kriegsgefangenen und förderte die Einrichtung eines Arbeitslagers für die weibliche Jugend in Hirschlanden. 1945 wurde er aus dem Amt entfernt (Nachfolger als Bürgermeister in Hirschlanden wurde sein Bruder Karl Koch), 1954 jedoch erneut gewählt.
Vor große Herausforderungen sah sich Hirschlanden mit der Zuweisung von Heimatvertriebenen gestellt. Ein Wohnungsausschuss organisierte die Zuteilung von Wohnraum. Als provisorische Unterkunft stellte die Gemeinde das frühere Arbeitsdienstlager zur Verfügung. Die Einwohnerzahl wuchs bis Ende des Jahres 1946 auf 683 an. Angesichts der zunehmenden Nachfrage nach Bauland wurde 1949 im Westen des Ortsetters im Gewann Knäpple die erste Baulandumlegung eingeleitet, die zweite 1955 südöstlich im Gewann Unten im Dorf. 1953/54 wurde eine neue Gemeindehalle errichtet. 1955 begannen die Arbeiten an der Ortskanalisation. 1961 wurde der erste Flächennutzungsplan aufgestellt.
1962 schied Emil Koch aus dem Amt aus und wurde von der Gemeinde zum Ehrenbürger ernannt. Sein Nachfolger wurde der spätere Ditzinger Oberbürgermeister Alfred Fögen, unter dem sich die bauliche Erschließung der Gemeinde fortsetzte. 1964/66 erhielt Hirschlanden gemeinsam mit Schöckingen ein neues Schulhaus (jetzt Theodor-Heuglin-Schule), 1963 einen Kindergarten. 1964 wurde die Gemeinde an das Gruppenklärwerk Ditzingen/Stuttgart angeschlossen. Zur Sicherstellung der Wasserversorgung trat Hirschlanden 1965 dem Zweckverband Bodenseewasserversorgung bei. 1965 erhielt die Freiwillige Feuerwehr ein neues Feuerwehrhaus. Zu einem Streitpunkt entwickelten sich Planungen zum Bau eines eigenen Hallenfreibads, der nicht nur von der Nachbarkommune Ditzingen, sondern zuletzt auch von Landratsamt und Regierungspräsidium abgelehnt wurde.
In den 1960er Jahren bemühte sich die Kommune zur Hebung der Gewerbesteuereinnahmen vermehrt um die Ansiedlung von Industrie- und Gewerbebetrieben. In den Gewändern Lange Äcker und Hinterfeld wurden zwei Industriegebiete ausgewiesen, letzteres am Rande des bereits bestehenden Steinbruchs der Firma Rombold & Gfröhrer vor allem für emissionsintensive Betriebe. Im Industriegebiet Lange Äcker ließen sich unter anderem der Adress- und Datendienstleister Schober, die Kompressorzentrale Albert Reinkunz, das Betonfertigteilwerk Götz KG, die Technische Federn Otto Joos GmbH und die Galvanische Anstalt Ernst Engelmann nieder.
Im Zuge der Ende der 1960er Jahre von der großen Koalition unter Hans Filbinger eingeleiteten Gemeindereform musste Hirschlanden seine Selbständigkeit aufgeben – gegen den Willen von Bürgern und Lokalpolitik. Eine Bürgerversammlung sprach sich noch am 16. Juni 1971 mit überwältigender Mehrheit für die Beibehaltung der Eigenständigkeit aus. Während die Nachbargemeinden Schöckingen und Heimerdingen im gleichen Jahr nach Ditzingen eingemeindet wurden, lehnten Bürgermeister und Gemeinderat in Hirschlanden einen Zusammenschluss vehement ab. Unter dem Druck der Landesregierung mussten sie letztlich nachgeben. Am 12. Juni 1974 genehmigte der Gemeinderat den Vereinigungsvertrag. Am 1. Januar 1975 schloss sich die Gemeinde Hirschlanden mit der Stadt Ditzingen zur neuen Stadt Ditzingen zusammen. Parallel zur Gemeindereform war die Kreisreform im Gang: am 1. Januar 1973 wurde der Landkreis Leonberg aufgelöst, wodurch Hirschlanden zum Landkreis Ludwigsburg kam.

### Verbindungen zwischen Hirschlanden und Schöckingen
Die geographische Nähe von Hirschlanden und Schöckingen führte im Laufe des 20. Jahrhunderts in mehrerlei Hinsicht zu Kooperationen: In der Verwaltung (gemeinsamer Bürgermeister, 1935–1945), im Schulwesen (gemeinsame Schule seit 1966), im kirchlichen Bereich (1938–1965 evangelische Kirchengemeinde; bis heute die katholische Kirchengemeinde) und nicht zuletzt im Vereinswesen. Mehrere Vereine wählten beide Orte als Namensbestandteil, etwa die Sportvereinigung Hirschlanden-Schöckingen 1947 e. V. Das Gelände des Sportvereins, die 1974 erbaute katholische Kirche und die Grund- und Hauptschule befinden sich auf einer Anhöhe zwischen Hirschlanden und Schöckingen und sind von beiden Orten bequem zu Fuß zu erreichen. Da es in Schöckingen keine Einkaufsmöglichkeiten mehr gibt, baute im Jahr 2005 eine Supermarktkette, die Interesse am Standort Hirschlanden hatte, ihre Filiale auf Wunsch des Gemeinderates ebenfalls auf die Anhöhe zwischen beiden Ortsteilen.

## Religion
Die Oswaldkirche in Hirschlanden ist seit Einführung der Reformation in der Grafschaft Württemberg 1534 evangelisch. Daneben gibt es heute eine katholische Kirchengemeinde (Zur Heiligsten Dreifaltigkeit, mit Heimerdingen und Schöckingen) sowie eine Evangelisch-Freikirchliche Gemeinde.

## Politik
Hirschlanden hat einen eigenen Ortschaftsrat, der aus elf Mitgliedern besteht. Ortsvorsteherin ist Barbara Radtke (CDU).

### Schultheißen und Bürgermeister
Bis zur Vereinigung mit der Stadt Ditzingen 1975 sind die Namen von 25 Schultheißen bzw. Bürgermeistern der Gemeinde Hirschlanden bekannt:
| Amtszeit  | Name                         |
| --------- | ---------------------------- |
| um 1600   | Jerg Mauch                   |
| + 1619    | Sebastian Heberlin           |
| 1610–1632 | Georg Kuomen                 |
| 1633–1643 | Hans Ansel                   |
| 1643–1671 | Georg Schäfer                |
| 1671–1695 | Jerg Flein                   |
| 1695–1722 | Hans Flein                   |
| 1722–1733 | Konrad Mann                  |
| 1733–1766 | Hans Jakob Linckh            |
| 1766–1785 | Johann Jakob Linckh          |
| 1785–1787 | Christian Benjamin Geisselin |
| 1787–1792 | Johann Konrad Feucht         |
| 1792–1806 | Thomas Schäuffele            |

| Amtszeit  | Name                          |
| --------- | ----------------------------- |
| 1806–1848 | Johann Konrad Mann            |
| 1848–1872 | Johannes Hegele               |
| 1872–1892 | Johann Georg Müller           |
| 1892–1898 | Christian Konrad Müller       |
| 1898–1913 | Gottlieb Grieshaber           |
| 1913–1919 | Christian Gscheidle           |
| 1919–1945 | Emil Koch                     |
| 1945      | Willy Kübler (kommissarisch)  |
| 1945      | Friedrich Zeeb (Amtsverweser) |
| 1945–1954 | Karl Koch                     |
| 1954–1962 | Emil Koch                     |
| 1962–1975 | Alfred Fögen                  |

### Wappen und Farben
Erst seit 1961 hatte die Gemeinde ein eigenes Wappen. Der von Immanuel Knayer gestaltete Entwurf geht auf einen Vorschlag des früheren Staatsarchivdirektors Karl Otto Müller zurück. Er folgte bei der Gestaltung historischen Gesichtspunkten und übernahm als Wappenfigur die seit dem 18. Jahrhundert als Fleckenzeichen belegte Wagenlanne. Hinzu trat als volksetymologische Deutung des Ortsnamens die Hirschstange, wie sie auch über der Türe des 1599 errichteten alten Rathauses angebracht war. Die Blasonierung lautet: In Gold (Gelb) unter einer liegenden schwarzen Hirschstange eine pfahlweise gestellte rote Wagenlanne. Die Farben Gelb (Gold) und Rot sind die der Grafen von Vaihingen.
Wagenlanne ist eine alte Bezeichnung für eine doppelte Deichsel vorne an einem Erntewagen, zwischen die sich ein Pferd oder – bei armen Bauernfamilien – auch ein Mensch spannen ließ.

## Wirtschaft und Infrastruktur

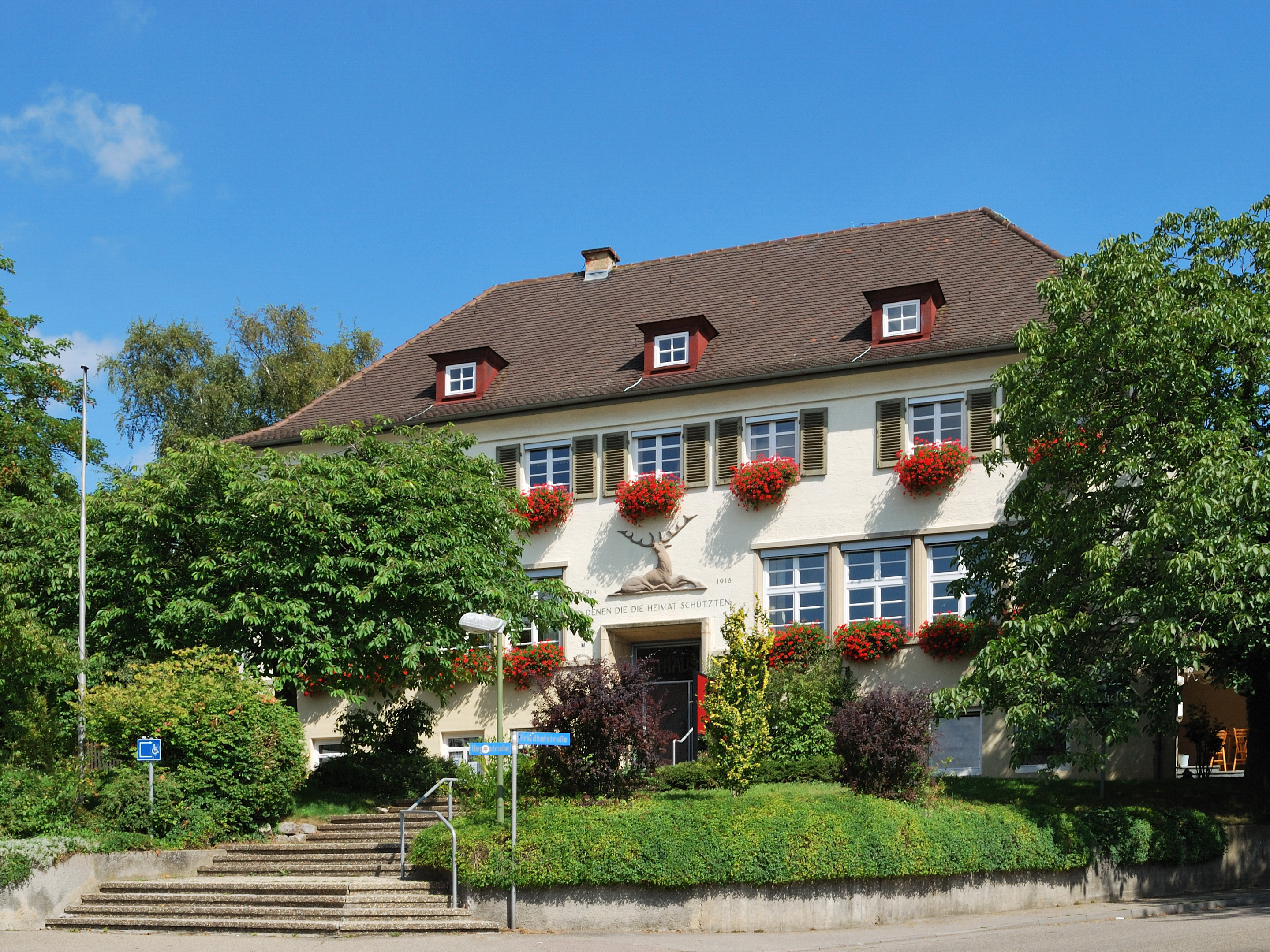
Das ehemalige Schul- bzw. Rathaus (jetzt Verwaltungsstelle)

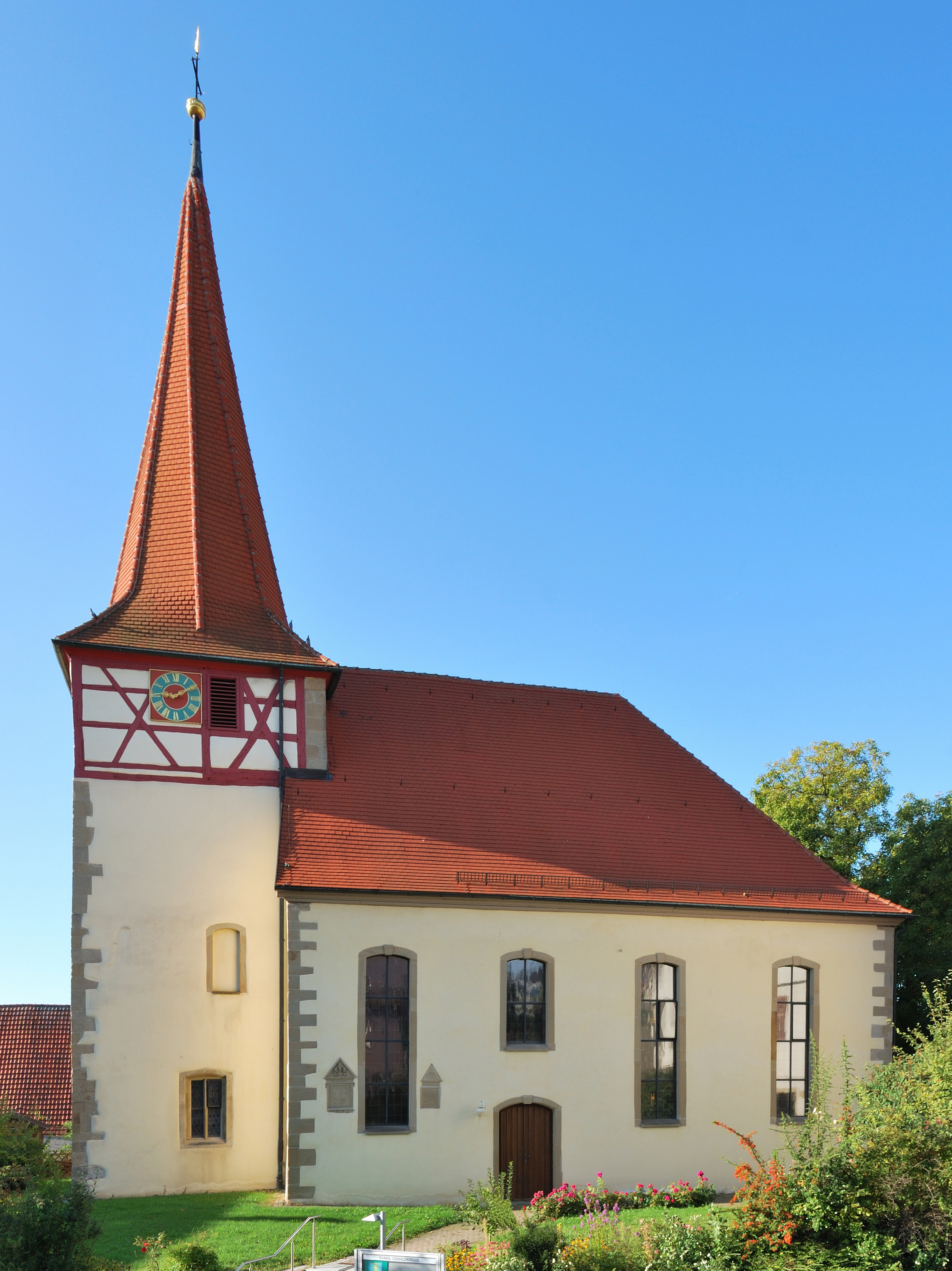
Die evangelische Oswald-Kirche

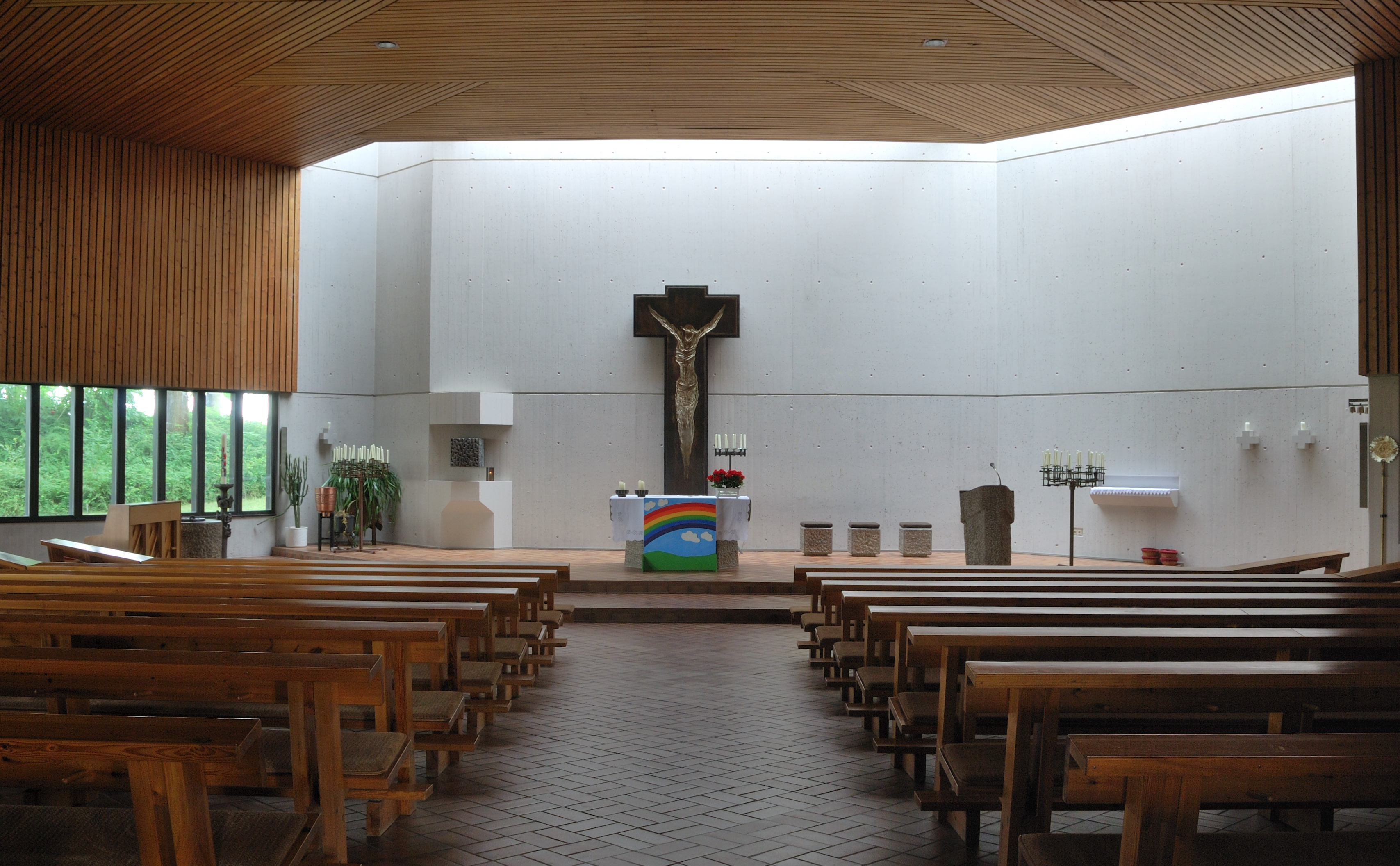
Die katholische Kirche zur Heiligsten Dreifaltigkeit

### Sender Hirschlanden
1963 bis 2015 befand sich auf Hirschlander Markung südlich der Ortslage ein Mittelwellensender (Sender Hirschlanden).

### Verkehr
Die Buslinien 620 und 623 stellen eine Verbindung zur S-Bahn am Bahnhof Ditzingen her. Die Buslinie 651 fährt über Höfingen nach Leonberg. Die Ausfahrt Stuttgart-Feuerbach der Bundesautobahn 81 ist etwa 3,5 km entfernt.

### Öffentliche Einrichtungen
Es gibt ein Rathaus (Bürgeramt im Stadtteil), eine Stadtteilbibliothek, drei Kindergärten, die Freiwillige Feuerwehr Hirschlanden und das Pflegezentrum Haus Guldenhof.

### Bildung
In Hirschlanden befindet sich die 1964/66 errichtete Theodor-Heuglin-Schule Hirschlanden-Schöckingen (Gemeinschaftsschule). Alle anderen weiterführenden Schulen befinden sich in Ditzingen.
Seit Sommer 2017 befindet sich in Hirschlanden auch der Sitz des Ditzinger Stadtarchivs.

### Ansässige Unternehmen
- Rombold & Gfröhrer GmbH & Co. KG (Steinbruch und Schotterwerk)
- Technische Federn GmbH Otto Joos
- Ernst Engelmann Galvanik GmbH & Co KG
- Spedition Hafner GmbH & Co KG

## Sport und Freizeit
- Sportanlage Seehansen
- Karl-Koch-Halle (Sport- und Veranstaltungshalle)

## Persönlichkeiten

### Ehrenbürger
- Eduard Hauber (1861–1936), 1904–1928 Pfarrer in Hirschlanden, verliehen am 11. September 1928
- Emil Koch (1893–1977), Bürgermeister der Gemeinde Hirschlanden, verliehen am 12. Februar 1962

### Söhne und Töchter der Gemeinde
- Theodor von Heuglin (1824–1876), deutscher Ornithologe und Afrika-Forscher
- Johann Adam Christoph Kölle (1745–1809), Landschaftsabgeordneter und Bürgermeister von Tübingen
- Karl Christoph Stockmayer (1803–1870), deutscher Pädagoge, Rektor des Lehrerseminars in Esslingen